# Malatesta Malatesta
Pour les articles homonymes, voir Malatesta.
Malatesta Malatesta, aussi appelé Malatesta della Penna (né en 1183 à Pennabilli et mort en 1248 à Rimini) est un condottière italien, fils de Giovanni II Malatesta.

## Biographie
Malatesta Malatesta a été forcé, par la rébellion de son oncle, à quitter Rimini pour se réfugier à Pennabilli, d'où son surnom de Penna. Il retourne en 1210 à Rimini pour soumettre les châteaux de la ville, la même année il prit part aux combats entre sa ville et Césène (Cesena). Cette guerre s'est conclue par la victoire de Longiano.
En 1223 il devient Podestat de Pistoia et conduit la guerre contre Lucques dans la bataille de Vaiano. Pour s'être opposé au légat du Pape, Grégoire IX excommunia la ville et Malatesta.
Le 20 mai 1230, Malatesta prit part à la ligue de Frédéric II du Saint-Empire, passant ainsi du côté des Gibelins avec Ravenne, Forlì et Bertinoro.
En 1239 il devint Podesta de Rimini, puis une seconde fois en 1247.

## Source de traduction
- (it) Cet article est partiellement ou en totalité issu de l’article de Wikipédia en italien intitulé « Malatesta I Malatesta » (voir la liste des auteurs).